# Sympiesis factitata
Sympiesis factitata är en stekelart som beskrevs av Storozheva 1981. Sympiesis factitata ingår i släktet Sympiesis och familjen finglanssteklar.
Artens utbredningsområde är Mongoliet. Inga underarter finns listade i Catalogue of Life.